# Cerdedelo
Cerdedelo (llamada oficialmente Santa María de Cerdedelo) es una parroquia y un lugar del municipio español de Laza, en la provincia de Orense, Galicia.

## Organización territorial
La parroquia está formada por dos entidades de población:
- Cerdedelo
- O Pereiro

## Demografía

### Parroquia
| Gráfica de evolución demográfica de Cerdedelo (parroquia) entre 2000 y 2022 |
|                                                                             |
| Datos según el nomenclátor publicado por el INE.                            |

### Lugar
| Gráfica de evolución demográfica de Cerdedelo (lugar) entre 2000 y 2022 |
|                                                                         |
| Datos según el nomenclátor publicado por el INE.                        |